# Agrotis lignosa
Agrotis lignosa är en fjärilsart som beskrevs av Jean Baptiste Godart 1824. Agrotis lignosa ingår i släktet Agrotis och familjen nattflyn. Inga underarter finns listade i Catalogue of Life.